# Dadna
Dadna – wioska w emiracie Fudżajra w Zjednoczonych Emiratach Arabskich. W wiosce jest duża dostępność do wody i dlatego znajduje się tutaj wiele farm rodzin królewskich z emiratów.